# Currie Cup Premier Division 2020-21
La Currie Cup Premier Division de 2020 fue la 82°. edición del principal torneo de rugby provincial de Sudáfrica.
Se disputó desde el 27 de noviembre y finalizó el 30 de enero con la definición entre los dos mejores equipos del torneo.

## Sistema de disputa
El torneo se disputó en formato liga donde cada equipo se enfrentó a los equipos restantes.
Finalizada la fase de grupos, los cuatro mejores clasificados disputaran una postemporada consistente en partidos de semifinal y la posterior gran final que determinara el campeón del torneo.

## Clasificación
- Incluye los resultados del Super Rugby Unlocked 2020[3]

| Pos. | Equipo              | Encuentros | Encuentros | Encuentros | Encuentros | Tantos | Tantos | Tantos | PB | PB | Puntos |
| Pos. | Equipo              | PJ         | PG         | PE         | PP         | F      | C      | Dif    | BO | BD | Puntos |
| ---- | ------------------- | ---------- | ---------- | ---------- | ---------- | ------ | ------ | ------ | -- | -- | ------ |
| 1.º  | Blue Bulls          | 12         | 8          | 1          | 3          | 305    | 216    | +89    | 3  | 2  | 39     |
| 2.º  | Western Province    | 12         | 7          | 2          | 3          | 272    | 216    | +56    | 3  | 2  | 37     |
| 3.º  | Sharks              | 12         | 7          | 2          | 3          | 274    | 244    | +30    | 3  | 0  | 35     |
| 4.º  | Golden Lions        | 12         | 6          | 2          | 4          | 275    | 221    | +54    | 2  | 4  | 34     |
| 5.º  | Free State Cheetahs | 12         | 6          | 1          | 5          | 285    | 275    | +10    | 3  | 2  | 31     |
| 6.º  | Pumas               | 12         | 3          | 1          | 8          | 265    | 351    | −86    | 1  | 2  | 17     |
| 7.º  | Griquas             | 12         | 0          | 1          | 11         | 211    | 364    | −153   | 0  | 6  | 8      |

|  | Semifinalistas. |

## Fase Regular

### Primera Fecha
| 27 de noviembre de 2020 | Natal Sharks | 45 - 10 | Pumas | Estadio Kings Park, Durban |  |

| 28 de noviembre de 2020 | Griquas | 17 - 20 | Golden Lions | Griqua Park, Kimberley |  |

| 28 de noviembre de 2020 | Western Province | 20 - 22 | Blue Bulls | Estadio Newlands, Ciudad del Cabo |  |

### Segunda Fecha
| 4 de diciembre de 2020 | Pumas | 22 - 17 | Griquas | Estadio Mbombela, Mbombela |  |

| 5 de diciembre de 2020 | Blue Bulls | 40 - 13 | Free State Cheetahs | Estadio Loftus Versfeld, Pretoria |  |

| 5 de diciembre de 2020 | Golden Lions | 22 - 19 | Western Province | Ellis Park, Johannesburgo |  |

### Tercera Fecha
| 11 de diciembre de 2020 | Western Province | 28 - 14 | Pumas | Estadio Newlands, Ciudad del Cabo |  |

| 12 de diciembre de 2020 | Free State Cheetahs | 23 - 39 | Golden Lions | Estadio Free State, Bloemfontein |  |

| 12 de diciembre de 2020 | Natal Sharks | 32 - 29 | Blue Bulls | Estadio Kings Park, Durban |  |

### Cuarta Fecha
| 18 de diciembre de 2020 | Pumas | 31 - 35 | Free State Cheetahs | Estadio Mbombela, Mbombela |  |

| 19 de diciembre de 2020                                                                         | Griquas | 0 - 0 | Blue Bulls | Griqua Park, Kimberley |  |
| El partido fue cancelado debido a un brote de COVID-19, se declaró el partido como empate en 0. |         |       |            |                        |  |

| 19 de diciembre de 2020 | Golden Lions | 27 - 12 | Natal Sharks | Ellis Park, Johannesburgo |  |

### Quinta Fecha
| 26 de diciembre de 2020 | Western Province | 34 - 17 | Griquas | Estadio Newlands, Ciudad del Cabo |  |

| 27 de diciembre de 2020 | Free State Cheetahs | 37 - 10 | Natal Sharks | Estadio Free State, Bloemfontein |  |

| 6 de enero de 2021 | Blue Bulls | 22 - 15 | Golden Lions | Estadio Loftus Versfeld, Pretoria |  |

### Sexta Fecha
| 2 de enero de 2021 | Pumas | 25 - 33 | Golden Lions | Estadio Mbombela, Mbombela |  |

| 2 de enero de 2021 | Natal Sharks | 47 - 19 | Griquas | Estadio Kings Park, Durban |  |

| 2 de enero de 2021 | Free State Cheetahs | 29 - 31 | Western Province | Estadio Free State, Bloemfontein |  |

### Séptima Fecha
| 9 de enero de 2021                                                                                        | Western Province | 0 - 0 | Natal Sharks | Estadio Newlands, Ciudad del Cabo |  |
| El partido fue cancelado debido a un brote de COVID-19 en Sharks, se declaró el partido como empate en 0. |                  |       |              |                                   |  |

| 9 de enero de 2021 | Griquas | 18 - 22 | Free State Cheetahs | Griqua Park, Kimberley |  |

| 10 de enero de 2021 | Pumas | 44 - 14 | Blue Bulls | Estadio Mbombela, Mbombela |  |

## Fase Final

### Semifinales
| 23 de enero de 2021 | Blue Bulls | 26 - 21 | Golden Lions | Loftus Versfeld, Pretoria |  |

| 23 de enero de 2021 | Western Province | 9 - 19 | Natal Sharks | Newlands Stadium, Ciudad del Cabo |  |

### Final
| 30 de enero de 2021 | Blue Bulls | 26 - 19 | Natal Sharks | Loftus Versfeld, Pretoria |  |

| Bandera de Sudáfrica   |
| Campeón Blue Bulls     |
| Vigésimo cuarto título |